# Marco Magnabosco
Marco José Antonio Magnabosco Aguirre (* 12. August 1995 in Asiago) ist ein italienischer Eishockeyspieler, der seit Beginn seiner Karriere bei Asiago Hockey in der italienischen Serie A (damals Serie A1 genannt) unter Vertrag steht. Seit 2016 spielt er mit dem Klub in der Alps Hockey League.

## Karriere
Marco Magnabosco begann seine Karriere als Eishockeyspieler in der Jugendabteilung von Asiago Hockey. Für den Klub aus seiner Heimatstadt debütierte er bereits als 17-Jähriger in der Serie A. 2014 und 2016 gewann er mit seinem Klub die italienische U20-Meisterschaft. 2013 und 2015 wurde er italienischer Meister der Herren und gewann im weiteren Jahresverlauf jeweils auch die Supercoppa. Zwischenzeitlich war er immer mal wieder an den HC Pergine ausgeliehen, für den er in der Serie C und nach dem Aufstieg 2014 der Serie B auf dem Eis stand. Seit 2016 spielt er mit Asiago Hockey in der Alps Hockey League, die er mit seinem Team 2018 gewinnen konnte.

### International
Für Italien nahm Magnabosco im Juniorenbereich an den U18-Junioren-Weltmeisterschaften der Division I 2012 und 2013 sowie der U20-Weltmeisterschaft der Division I 2015 teil.
Sein Turnier-Debüt in der Herren-Nationalmannschaft gab er bei der Weltmeisterschaft der Division I 2016, als er mit seinem Team in die Top-Division aufstieg.

## Erfolge und Auszeichnungen
- 2013 Italienischer Meister und Superpokalsieger mit Asiago Hockey
- 2014 Italienischer U20-Meister mit Asiago Hockey
- 2014 Aufstieg in die Serie B mit dem HC Pergine
- 2015 Italienischer Meister und Superpokalsieger mit Asiago Hockey
- 2016 Italienischer U20-Meister mit Asiago Hockey
- 2016 Aufstieg in die Top-Division bei der Weltmeisterschaft der Division I, Gruppe A
- 2018 Meister der Alps Hockey League mit Asiago Hockey

## Karrierestatistik
Stand: Ende der Saison 2017/18
(Legende zur Spielerstatistik: Sp oder GP = absolvierte Spiele; T oder G = erzielte Tore; V oder A = erzielte Assists; Pkt oder Pts = erzielte Scorerpunkte; SM oder PIM = erhaltene Strafminuten; +/− = Plus/Minus-Bilanz; PP = erzielte Überzahltore; SH = erzielte Unterzahltore; GW = erzielte Siegtore; 1 Play-downs/Relegation; Kursiv: Statistik nicht vollständig)